# فيسنتي موسكاردو
فيسنتي موسكاردو (بالإسبانية: Vicente Moscardó)‏ هو لاعب كرة قدم إسباني في مركز الوسط، ولد في 5 أبريل 1987 في بلنسية في إسبانيا. لعب مع بوليديبورتيفو إيخيذو وديبورتيفو ألافيس وريال يونيون ونادي ديبورتيفو طليطلة ونادي كوروتشو ونادي لاس بالماس.

## وصلات خارجية
- فيسنتي موسكاردو على موقع قاعدة بيانات كرة القدم.إي يو (الإنجليزية)
- فيسنتي موسكاردو على موقع Soccerway.com (الإنجليزية)
- فيسنتي موسكاردو على موقع AS.com (الإسبانية)